# Georges Pompidou Központ

A Pompidou központ

A Georges Pompidou Központ (franciául Centre Georges-Pompidou) kulturális központ Párizsban, Renzo Piano és Richard Rogers tervei alapján épült. A George Pompidou központot high-tech stílusa miatt Párizs nevezetességei közt tartják számon.
A Georges Pompidou Központ-ot Georges Pompidou-ról, Franciaország korábbi köztársasági elnökéről nevezték el. Pompidou kezdeményezte és szorgalmazta, hogy legyen egy minden francia rendelkezésére álló kulturális központ színházi stúdiókkal, galériákkal, hatalmas könyvtárral, koncerttermekkel. Megnyitásakor, 1977. január 31-én, valóra vált Pompidou álma: egy hangadó modern művészeti múzeum, ahol mindenki részt tud venni kulturális aktivitásokkal. Pompidou korai halála miatt a megnyitót nem érte meg, de minden az ő elgondolásai szerint lett megvalósítva. A központot 1977. január 31-én Giscard d’Estaing köztársasági elnök nyitotta meg.
A Georges Pompidou Központ a fiatal franciák és számos más ország fiataljainak kedvelt találkozóhelye lett, ahol számot adtak tudásukról, tehetségükről, s tanultak egymástól (tudományok, tánc, zene, festészet stb.)
A központban állandó és időszakos kiállításokat, hangversenyeket rendeznek, és van benne  nyilvános könyvtár is.  Benne található a Modern Művészetek Galériája is.
A múzeum 2025. szeptemberében felújítás miatt bezár, és csak 2030-ban lesz újra látogatható.

## Látnivalók
A Centreban többféle modern művészet alkotásai találhatóak. Köztük:
- Festmények
- Könyvek
- Film
- Videó
- Muzsika
- Design